# Calogero Marino
Calogero Marino (ur. 26 marca 1955 w Brescii) – włoski duchowny katolicki, biskup Savony-Noli od 2016.

## Życiorys
Święcenia kapłańskie otrzymał 30 maja 1982 i został inkardynowany do diecezji Chiavari. Przez kilkanaście lat pracował jako sekretarz biskupi, a w 1997 został proboszczem w Lavagna. Pełnił ponadto funkcje m.in. rektora seminarium (2003–2005) oraz wikariusza generalnego diecezji (2005–2016).
20 października 2016 papież Franciszek mianował go ordynariuszem diecezji Savona-Noli. Sakry biskupiej udzielił mu 17 grudnia 2016 biskup Chiavari - Alberto Tanasini.